# Vírus Sendai
Vírus Sendai (SeV), também conhecido por vírus da parainfluenza murina tipo 1 ou vírus hemaglutinante do Japão (HVJ), é um vírus de cadeia simples de RNA de sentido negativo, pertencente à família Paramyxoviridae, o grupo a que pertencem, entre outros, os géneros Morbillivirus e Rubulavirus. O SeV ié um membro da subfamília Paramyxovirinae, género Respirovirus, cujas formas infectam maioritariamente mamíferos.